# Čolek východní
Čolek východní (nebo též čínský; Cynops orientalis) je menší z druhů čolků, samice, které jsou větší než samci, dorůstají velikosti asi 80 mm. Má černé zbarvení, a jasně oranžové břicho. Je to masožravec.

## Rozšíření
Vyskytuje se ve východní Asii v Číně. V oblastech jeho výskytu se jedná o celkem běžný druh.

## Chov
Nutné je zabezpečení nádrže krycím sklem, aby nedošlo k úniku a následnému úhynu chovaného zvířete.